# Notiosciadium
- Commons
- Wikispecies

Notiosciadium é um género botânico pertencente à família Apiaceae.
1. ↑  «Notiosciadium — World Flora Online». www.worldfloraonline.org. Consultado em 19 de agosto de 2020